# Bedřich Smetana
Bedřich Omaka (tudi Bedřih Omaka), češki skladatelj, * 2. marec 1824, Litomyšl, Češka, † 12. maj 1884, Praga.
Omaka zaseda pomembno mesto v razvoju češke nacionalne glasbene smeri. Najbolj je znan po ciklu svojih simfoničnih pesnitev, imenovanem Moja domovina (št. 2 nosi ime »Vltava«) in osmih operah (najbolj slavna je opera Prodana nevesta).

## Življenje
Ob rojstvu Bedřicha Omake v Litomyšlu 2. Marca 1824 je bila ta pokrajina del avstro-ogrskega cesarstva in ime njegovega rojstnega mesta se je pisalo Leitomischl. To mesto leži na Češkem v današnji Češki republiki.
Bedřich je bil je prvi sin pivovarja Františka Omake in njegove tretje žene. Oče je hotel, da sin postane odvetnik, deček pa je že od najzgodnejšega otroštva kazal izredno nadarjenost za glasbo, tako da je že s šestimi leti nastopil v svoji glasbeni šoli, ne da bi se je prej sistematično učil. Leta 1831 so se preselili na jug Češke. Bedřich se je vpisal v gimnazijo in jo uspešno končal. Po srednješolskem študiju se je naselil v Pragi, da bi se lahko popolnoma posvetil glasbi, petju, predvsem pa violini in klavirju. To je počel med dvanajstim in sedemnajstim letom, obenem pa se je tudi preselil v Plzen. V tej plodni in zeleni kotlini, ki jo obdajajo sence čeških gozdov, je dozorela Smetanova odločitev, da postane glasbenik. Osvobodil se je tudi domačega skrbništva, ko je postal profesor glasbe pri družini grofa Leopolda Thuna. Bedřich se je preselil v Prago, da se je lahko šolal na Akademski gimnaziji ter obiskoval Lisztove koncerte, zaradi katerih je šolanje začel zanemarjati. Kasneje je postal profesor glasbe in se vpisal na praški konservatorij. Kmalu je postal odličen pianist. Leta 1843 se je vpisal na praški konservatorij in poglobil znanje pod vodstvom Josepha Prokscha. Leta 1848 je odprl svojo glasbeno šolo.
Postal je odličen pianist in se leta 1847 odpravil na turnejo, s katero naj bi zaslužil toliko, da bi postal samostojen, vendar sploh ni bil tako uspešen. V deželi so se začeli nemiri in leta 1848 so tako kot v drugih deželah avstro-ogrskega cesarstva izbruhnili upori. Vendar so se Čehi borili z glasbo Smetanovih himn. Skladatelju je bilo tedaj štiriindvajset let in v njegovem srcu je zagorel plamen nacionalizma, ideala, nad katerim se je navdušil z romantično gorečnostjo. Spodbujal ga je Franz Liszt, ki ga je občudoval in je bil naklonjen njegovemu stremljenju. Smetana je istega leta, ko so izbruhnili upori, odprl glasbeno šolo, v kateri je skušal učencem posredovati svoje znanje in izkušnje. 
Leta 1856 je bil povabljen v Göteborg na Švedsko, kjer je dirigiral na koncertih tamkajšnje filharmonije. Tu pa je ostal pet let in na vrsti koncertov dirigiral Mendelssohnova, Lisztova in Wagnerjeva dela. Njegovo tamkajšnje bivanje je zasenčila ženina smrt, vendar se je kmalu znova oženil.
Napisal je prva pomembna orkestralna dela: Riharda III. (1856), Wallensteinov tabor (Waldštynuv tabor, 1859) in Hakon Jarl (1861).
Pesmi in plesi rojstne dežele so ga privlačili tako kot nemški klasicizem: leta 1859 je daljni domovini poslal dve skladbi za klavir v obliki polke, znamenite Spomine na Češko (V zpominka na Čechy). Maja leta 1861 se je vrnil v Prago, kjer mu je ustava, ki so jo razglasili leto poprej, omogočila svobodnejše delovanje. V letih, ki jih je preživel v Pragi, je Smetana skušal dati češki kulturi glasbo, ki bi bila zanjo, in to zamisel je zagovarjal v skladbah, pogosto kritičnih spisih in celo manifestu. To je dosegel z opero in simfonično pesnitvijo, slednjo je prevzel pod močnim Lisztovim vplivom.
Leta 1866 so prvič uprizorili Smetanovo opero Brandenburžani na Češkem (Braniborži v Čechach), napisal jo je leta 1864, skoraj sočasno s Prodano nevesto, ki je požela velik uspeh. V Bradenburžanih gre za vprašanje položaja, ki je nastal v deželi zaradi dramatičnega vdora iz severne Nemčije. Ta opera se torej navdihuje pri zgodovinskih dogodkih, Prodana nevesta pa je komična opera (opera comique), ki so jo prvič uprizorili v Pragi leta 1866, potem pa po vsem svetu. V središču dogajanja je 300 kron, zaradi katerih naj bi se Marinka poročila s Tobijevim sinom. Zamenjave in komične situacije, ki jih povzročajo nesporazumi, sledijo običajnim shemam nemške opere, vendar na vesel način kažejo vaško življenje z modro in obilno rabo ljudskih ritmov in melodij.
Po uspehu teh dveh del so Omake zaupali umetniško vodstvo Narodnega gledališča in vse moči je posvetil skladateljevanju: napisal je dela Dalibor (1868), Libuša (1872), Dve vdovi (1874), Poljub (Hubička, 1876), Skrivnost (Tajemstvi, 1878), Hudičev zid (Čertovna stena 1882), pa tudi scensko glasbo za žive slike in predvsem Shakespearjeva gledališka dela.
Obdobje je bilo za njegovo družino tragično, saj so mu umrli vsi trije otroci, med vračanjem na Češko pa še žena Katarina, ki je zbolela za tuberkulozo. V zadnjih letih življenja je oglušel ter svoj konec dočakal v umobolnici, kjer je leta 1884 umrl.

## Delo
Omaka je bil stalno naklonjen polki. Po njenem ritmu je z veliko iznajditeljsko svežino napisal Spomina na Češko iz leta 1859, leta in leta pa je bila polka jedro drugih njegovih klavirskih del.
V omakinim simfoničnem opusu se odlikuje ciklus z naslovom Moja domovina (Mav last 1874-1879), zbirka šestih simfoničnih pesnitev, med njimi Vltava. Glavne teme tega dela so naravna lepota dežele, veliki zgodovinski dogodki, češka mitologija, prihodnost naroda… Pravih ljudskih melodij tu ni, toda očitno se čuti njihov vpliv na skladateljev navdih. To značilnost najdemo v nekaterih polkah, na primer v Praškem karnevalu, ki spominja na Paganinija in romantiko.
Omakina umetnost je tesno povezana z evropsko glasbo, od Chopina in Liszta, od Schumanna do Wagnerja. Toda v njej prevladuje čustvo svobode in zvestobe domovini, ki se kaže tudi v pogostih in posrečenih namigih na ljudsko glasbo. Tako lahko pri Smetani opazimo Berliozov vpliv glede zamisli o povezavi instrumentacije z avtobiografskim programom, toda prvič, na primer v zgodovini kvarteta (Kvartet ve-molu iz dela Iz mojega življenja, 1879), je dostojanstvo te plemenite zvrsti razločno uporabljeno za intenzivno osebno izpoved. Oblikovna zgradba je v tradicionalni celoti in vsebuje odlomke, ki so jih navdihnili češki plesi. V podobni rabi godal se spet kaže avtobiografski navdih Kvarteta št. 2 v d-molu, ki ga je s težavo napisal v letih 1882-1883 in ga končal le nekaj mesecev, preden je bil primoran opustiti skladateljevanje.
Avtobiografski navdih je bil zelo močan, zato je Smetana vedno zelo pazil, da ni povzel tradicionalnih motivov noto za noto in da ni prestopil meje krajevne barve. Tako je prevrednotil estetske in etnične prvine, ki jih vsebujejo.
Danes so si kritiki edini, ki na prvo mesto Smetanovega orkestralnega opusa umeščajo simfonične pesnitve, v katerih je, predvsem v ciklusu Moja domovina, neokrnjen junaški duh porajajoče se češke romantike.
Smetana je zapustil le eno simfonijo: to je Slavnostna simfonija (Slavnostni predehra), priložnostno delo za cesarja Franca Jožefa in Elizabete (Sissi) Bavarske leta 1854. Do tega dela so bili Čehi nezaupljivi predvsem zato, ker je v finalu povzel Haydnovo cesarsko himno. To so nedvomno šteli za pretiran izraz spoštovanja ali hlapčevstva pod Habsburžani. V resnici Slavnostna simfonija govori o povsem posebnem zgodovinskem trenutku: v času, ko je Smetana, ki ga je gnal nacionalističen duh, hotel ustanoviti konservatorij ali voditi filharmonijo v Göteborgu, a je moral najprej dobiti dovoljenje od avstro-ogrske cesarske in kraljeve vlade.
Če so njegovi ruski sodobniki skušali dati glas ljudstvu in zbuditi veliko dušo, ki jo je zatiralo samodrštvo, je Smetana hotel kratko malo uglasbiti narodni ideal meščanstva, navezanega na neodvisna izročila.
Smetana je skušal dati češki kulturi glasbo, ki je bila značilna zanjo. Bil je naklonjen polki. Leta 1866 so prvič uprizorili njegovo opero Brandenburžani na češkem. Po uspehu so mu zaupali umetniško vodstvo Narodnega gledališča.

## Glasbena dela

### Opere
- Prodana nevesta (1864-1866, premiera 1866)
- Dalibor (1866-1867, premiera 1868)
- Libuša (1869-1872, premiera 1881)
- Dve vdovi (1873-1874, premiera 1874)
- Hubička (1875-1876, premiera 1876)
- Hudičeva stena (1880, premiera 1882)

### Orkestralna dela
- ciklus šestih simfoničnih pesnitev Moja domovina: Vyšehrad, Vltava, Šarka, Iz čeških logov in gajev, Tabor in Blanik.

### Komorna glasba
- Klavirski trio v G-molu iz leta 1855 je bil napisan po smrti njegove hčerke Bedřiške,
- dva godalna kvarteta (prvi v e-molu Iz mojega življenja, drugi v d-molu, napisan med letoma 1882-1883).